# Peter Dobson
Pour les articles homonymes, voir Dobson.
Peter Dobson est un acteur américain, né le 16 juillet 1964 à Red Bank, dans l’État du New Jersey (États-Unis).

## Filmographie partielle

### Cinéma
- 1986 : Modern Girls : Alan
- 1989 : Sing : Dominic
- 1992 : Break Out : Tommy Ray
- 1994 : Forrest Gump : Elvis Presley jeune
- 1995 : Terrified (Toughguy) : Terry's Friend
- 1996 : Fantômes contre fantômes : Ray Lynskey
- 1997 : Hollywood people : Peter Blaine
- 2000 : Mais qui a tué Mona ? : Feege Gruber
- 2001 : Snowbound : Gunnar Davis
- 2004 : Betrunner : Vin
- 2007 : Made in Brooklyn : Jack
- 2007 : Protecting the King : Elvis Presley
- 2008 : 2H22 (2:22) de Phillip Guzman : Curtis

### Télévision
- 1989 : L.A. Takedown
- 1996 : Dead Cold
- 2005 : L'Aventure du Poséidon (The Poseidon Adventure)
- 2007 : Une nouvelle donne (A Stranger's Heart)
- 2008 : Cold Case : Affaires classées
- 2008 : Nanny Express (The Nanny Express)

### Jeu vidéo
- 2009 : Marvel: Ultimate Alliance 2